# Jay Carney
Pour les articles homonymes, voir Carney.
James Carney dit Jay Carney, né le 22 mai 1965 à Washington, D.C., est le 29e porte-parole de la Maison-Blanche. Il est la deuxième personne à occuper ce poste pendant la présidence de Barack Obama, remplaçant Robert Gibbs.
En mai 2014, après la conférence de presse quotidienne, le président Obama vient annoncer la démission de Carney. Il est remplacé en juin 2014 par son adjoint, Josh Earnest.
Le 26 février 2015, il est annoncé par la compagnie Amazon qu'il a été embauché par cette dernière en tant que directeur général adjoint.

## Source de la traduction
- (en) Cet article est partiellement ou en totalité issu de l’article de Wikipédia en anglais intitulé « Jay Carney » (voir la liste des auteurs).